# 황새치자리
황새치자리(Dorado)는 남쪽 하늘의 별자리이다.

## 역사와 이름
황새치자리는 16세기 말 피터르 디르크스존 케이서르와 프레데릭 더하우트만이 관측하여 페트뤼스 플란시우스가 정리한 남쪽의 12개 별자리 가운데 하나이다. 이는 요한 바이어가 만든 《우라노메트리아》(1603) 등에 수록되어 있다.
‘도라도(dorado)’라는 이름은 스페인어로 만새기(Coryphaena hippurus)를 부르는 말이다. 하지만 성도에는 보통 황새치(Xiphias gladius)의 모습으로 그려진다. 요하네스 케플러가 펴낸 《루돌프 표》(1627)에서는 별자리 이름으로 황새치라는 뜻의 ‘시피아스(Xiphias)’가 쓰이기도 했다. 이후 두 이름이 혼용되다가 국제천문연맹에 의해 도라도(Dorado)라는 표기로 확정되었다.
‘도라도(dorado)’는 라틴어가 아니지만 소유격으로 쓸 때는 ‘도라두스(Doradus)’로 쓴다. 이는 그리스어에서 유래한 아르고자리(Argo Navis)의 소유격이 아르구스(Argus)인 것과 같은 방식이다.

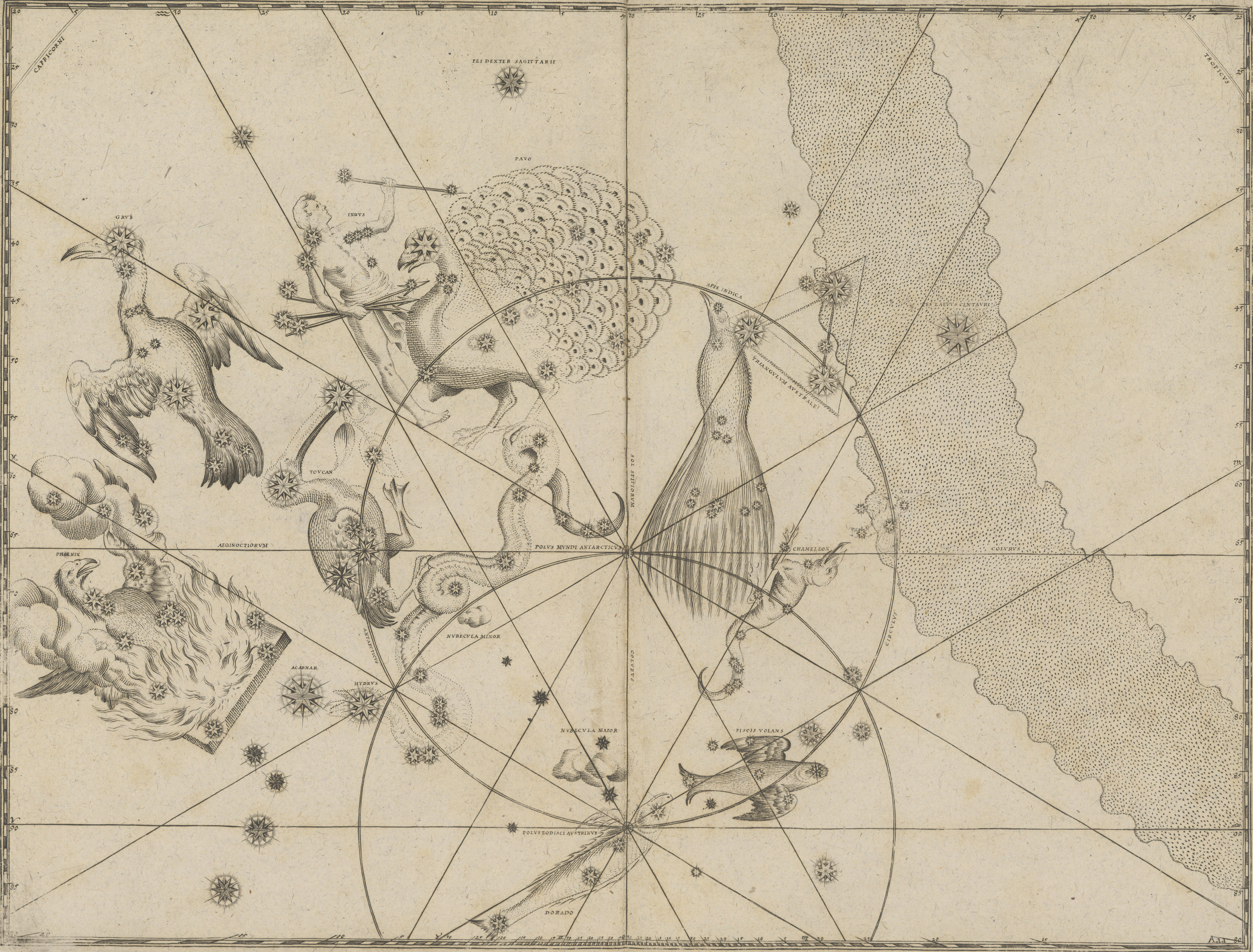
《우라노메트리아》(1661년판)
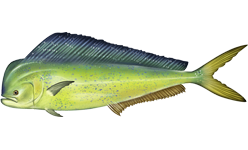
만새기(Coryphaena hippurus)
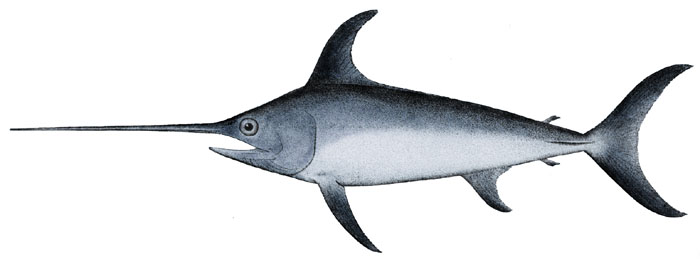
황새치(Xiphias gladius)

## 특징
이 별자리는 대한민국에서는 볼 수 없다.
황새치자리는 대마젤란 은하의 대부분을 포함하고 있는 것으로 주목받는다. 나머지 부분은 테이블산자리에 있다.
황도좌표의 남극이 이 별자리에 있다.

## 별과 천체
- 황새치자리 S (S Dor): 대마젤란 은하내의 극대거성(hypergiant)이며, 황새치자리 S 변광성의 원형이다.
- 초신성 1987A: 망원경이 발명된 이후 가장 가까운 곳에서 폭발이 있었던 초신성이다.
- 황새치자리 R: 적색거성으로, 변광성이다.
- HE 0437-5439: 우리은하/마젤란 은하로부터 매우 빠른 속도로 멀어지는 별이다.
- 황새치자리 감마: 황새치자리 감마 변광성의 원형이다.

### 성단·성운·은하
마젤란 은하의 대부분을 포함하여, 성단과 성운이 많다.
- NGC 1566: 정면을 향하는 나선은하이다. NGC 1566 은하군의 명칭이기도 하다.
- NGC 1672: 막대나선은하이다.
- NGC 1850: 구상성단이다.
- NGC 2070: 타란툴라 성운으로 알려져 있다. 8등급으로, 처음에는 별(30 Doradus)로 여겨졌다.

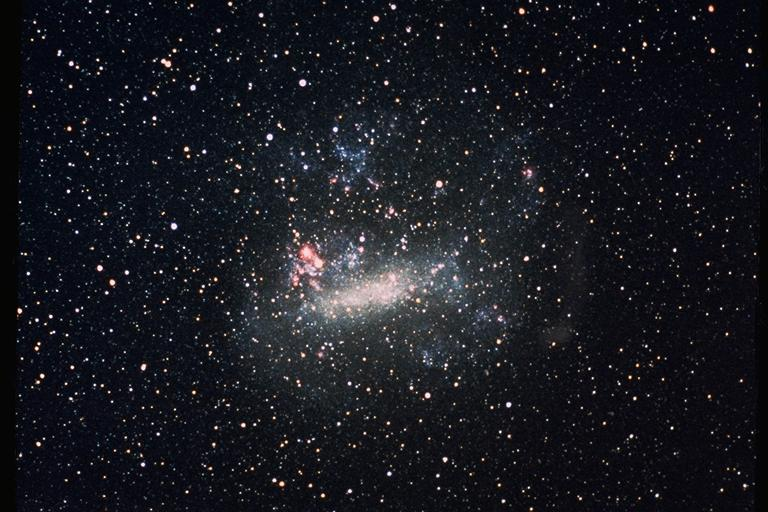
대마젤란 은하
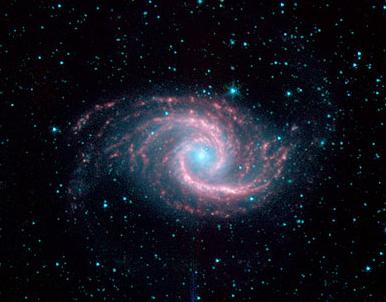
NGC 1566 나선은하
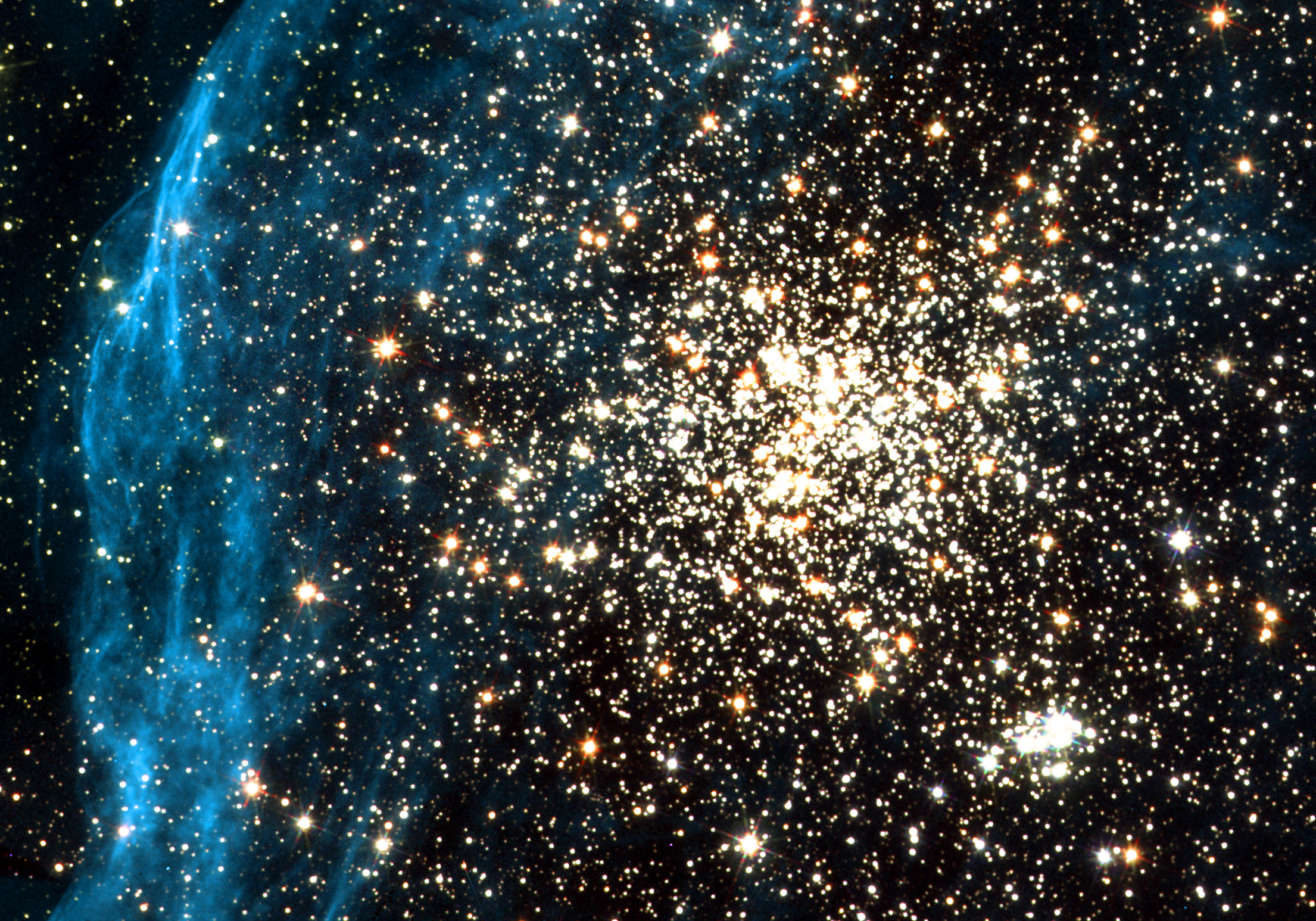
NGc 1850 구상성단
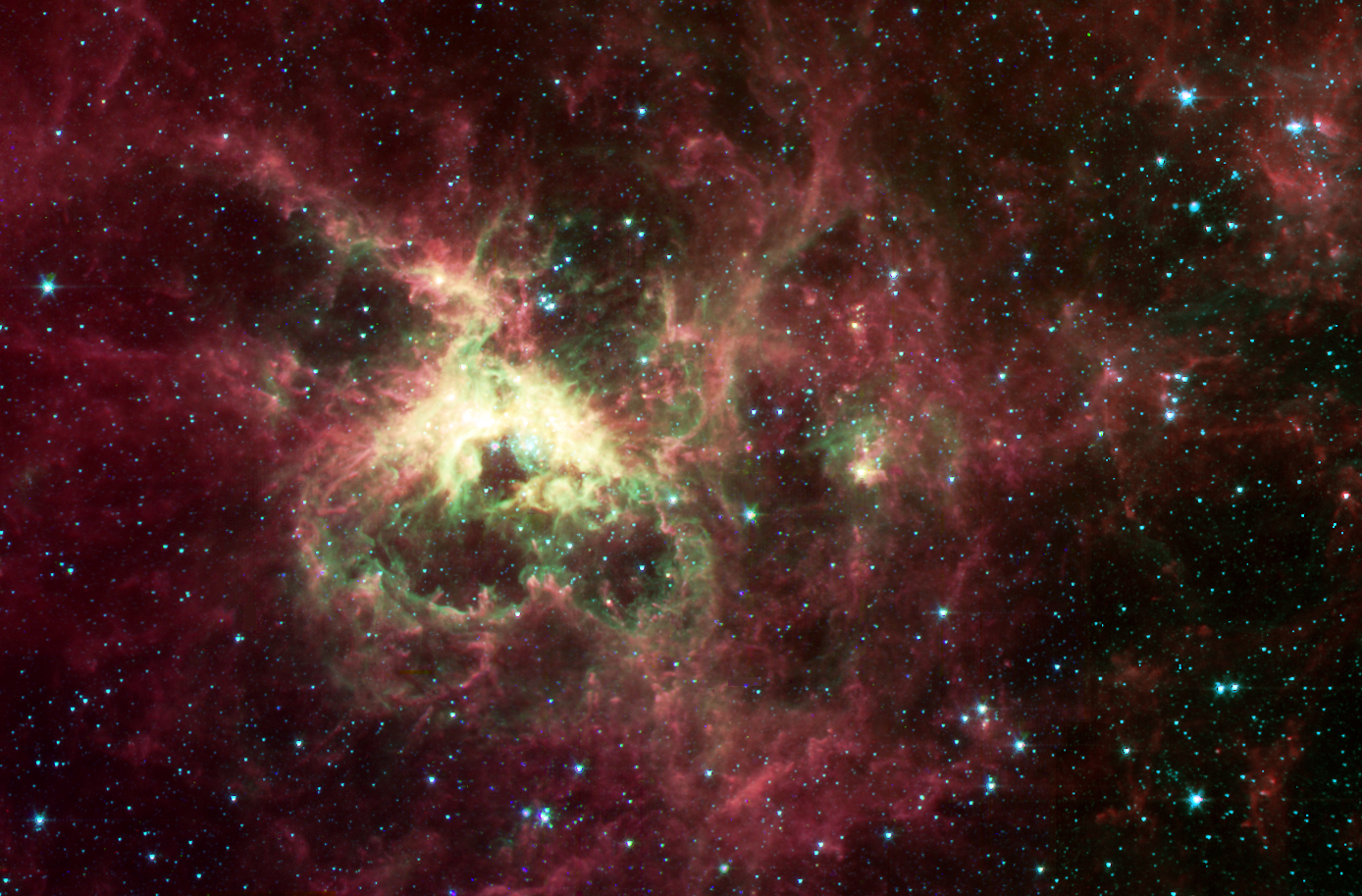
NGC 2070 성운

## 같이 보기
- 날치자리